# Doris Ziegler

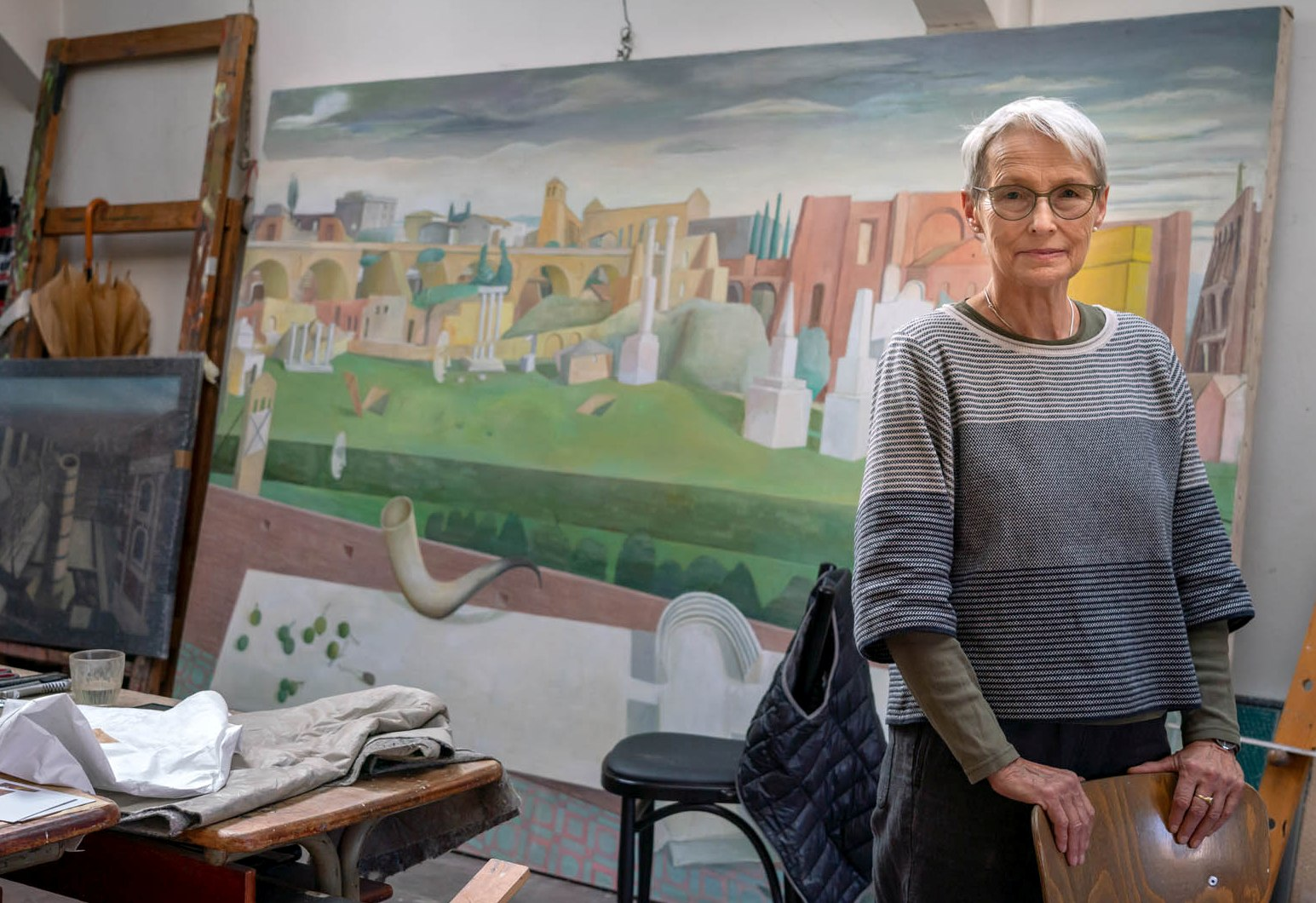
Doris Ziegler, 2020

Doris Ziegler (* 14. März 1949 in Weimar) ist eine deutsche Malerin, die Ende der 1980er Jahre in ihren Bildern die Wendejahre und die friedliche Revolution in der DDR thematisierte. Sie gilt als eine der bedeutendsten Vertreterinnen der Leipziger Schule.

## Leben
Doris Ziegler absolvierte von 1965 bis 1967 eine Lehre als Stenotypistin. Von 1969 bis 1974 studierte sie Malerei an der Hochschule für Grafik und Buchkunst Leipzig (HGBK) bei Werner Tübke und Wolfgang Mattheuer. Danach arbeitete sie bis 1989 als freischaffende Künstlerin in Leipzig, bis 1977 mit einem Fördervertrag. Sie hatte in der DDR und im Ausland eine bedeutende Zahl von Einzelausstellungen und Ausstellungsbeteiligungen, u. a. 1977/1978, 1982/1983 und 1987/1988 an der VIII. bis X. Kunstausstellung der DDR in Dresden. Von 1989 bis 1992 war sie Assistentin in der Fachrichtung Malerei an der HGBK, von 1993 bis 2014 Professorin für das Grundlagenstudium.
Bilder Doris Zieglers befinden sich u. a. in der Kunsthalle der Sparkasse Leipzig und im Lindenau-Museum Altenburg/Thür.
Doris Ziegler lebt in Leipzig. Sie war von 1972 bis 1981 mit dem Maler Thomas Ziegler verheiratet. Aus der Verbindung ging ein Sohn (* 1977) hervor.

## Ehrungen
- 1980: Preis der Ausstellung „Junge Künstler der DDR“ in Frankfurt/Oder

- 2023: Max-Pechstein-Preis der Stadt Zwickau

## Mitgliedschaften
- 1974 bis 1990: Verband Bildender Künstler der DDR
- ab 1990: Bund Bildender Künstler Leipzig e.V. (BBKL)

## Werk
Erste gegenständliche Arbeiten entstanden in den 1970er Jahren in der DDR. Thematisch widmete sich Ziegler vorwiegend Figurenbildern und Stadtlandschaften. Ausgelöst durch das Krankheitsbild der Mutter, beschäftigte sie sich zwischen 1999 und 2005 mit der Situation von Alzheimerkranken, die ihren Lebensabend im Altenheim oder Pflegeheim verbringen müssen.
Ende der 1980er Jahre behandelten Zieglers Gemälde von Demonstrationen und Menschenaufläufen wie Passage 1 (1988, Öl auf Leinen, 160 × 175 cm) oder Aufbruch Straße (1989, Öl auf Leinen, 120 × 130 cm), die in Zeiten des gesellschaftlichen Umbruchs entstanden, den Fall der Berliner Mauer. Ihre Serie der „Passagenbilder“ aus den Jahren zwischen 1988 und 1993 thematisieren die Wendejahre und die friedliche Revolution in der DDR und den Umbruch jener Zeit in den Leipziger Passagen. Dem Bilderzyklus wurde seit Juli 2019 in der Ausstellung Point of no Return. Wende und Umbruch in der Ostdeutschen Kunst im Museum der bildenden Künste Leipzig ein eigener Raum gewidmet.

## Einzelausstellungen
- 1983 Doris Ziegler, Kleine Galerie Süd, Leipzig
- 1990 Doris Ziegler, Galerie Junge Kunst, Frankfurt/Oder
- 1990 Doris Ziegler. Von Leipzig bis Amsterdam, Ludwiggalerie Schloss Oberhausen
- 1991 Doris Ziegler, Ausstellungszentrum der Universität Leipzig im Kroch-Haus, Leipzig
- 1992 Doris Ziegler, Bayerische Vereinsbank, München
- 1997 Doris Ziegler, Bayerische Vereinsbank, München
- 2000 Doris Ziegler. Stillleben, Kunstverein Panitzsch
- 2000 Doris Ziegler, Frauenmuseum, Bonn
- 2005 Doris Ziegler. Augenlust, Galerie Kunstantin, Herne
- 2006 Doris Ziegler, Kunstverein Südsauerland, Olpe
- 2007 Doris Ziegler, Galerie CasArte, Aschaffenburg
- 2006 Doris Ziegler, Galerie für zeitgenössische Kunst, Leipzig
- 2010 Doris Ziegler. Trockendock, Galerie Irrgang, Leipzig
- 2012 Doris Ziegler. Lebensarchitektur, Schloss Burgk, Saale
- 2016 Doris Ziegler. Am Kanal, Galerie Irrgang, Leipzig
- 2018 Doris Ziegler. Lange Abschiede, Brandenburgisches Landesmuseum für moderne Kunst, Frankfurt/Oder
- 2021 Kopfüber. Doris Ziegler, Döbele Kunst Mannheim
- 2022 Landschaften. Doris Ziegler & Wieland Payer, Jenaer Kunstverein, Jena
- 2023 Doris Ziegler. Ich bin Du, Kunstmuseum Moritzburg, Halle
- 2023 Doris Ziegler. Melancholie und Welttheater, Döbele Kunst, Mannheim

## Gruppenausstellungen (Auswahl)
- 1988 Biennale Venedig
- 1989 Junge Malerei der 80er Jahre aus der DDR, Solothurn/Schweiz
- 1989 Konturen, Neue Nationalgalerie, Berlin
- 1992 Zwischen Expressivität und Sachlichkeit, Frauenmuseum, Bonn
- 1997 Lust und Last. Leipziger Kunst nach 1945, Museum der bildenden Künste, Leipzig; Germanisches Nationalmuseum, Nürnberg
- 2000 Gabriele Münter Preis, Frauenmuseum, Bonn
- 2007 Seit Leipzig, Gut Conow, Wittenhagen
- 2009 Nicht ohne uns. Ausstellung an vier Orten zur nonkonformen Kunst in der DDR, Dresden
- 2009 Landschaft Galerie Irrgang, Leipzig
- 2010 Gender Check, Mumok, Wien
- 2011 Entdeckt. Rebellische Künstlerinnen der DDR, Kunsthalle Mannheim
- 2015 Mit Tübke am Strand. Leipziger Maler in Ahrenshoop, Kunstmuseum Ahrenshoop
- 2015 Object is Mediation and Poetry, Grassimuseum, Leipzig
- 2016 Palau-Gefühl, Galerie Irrgang Berlin
- 2016 Die wilden 80er Jahre in der deutsch-deutschen Malerei, Potsdam Museum
- 2019 Point of no Return. Wende und Umbruch in der Ostdeutschen Kunst, Museum der bildenden Künste, Leipzig
- 2020 Focus und Sphäre. Gleichnisse des Daseins im Stillleben, Kunsthandlung Kühl Dresden
- 2020 Pantherfrauen. Fünf Künstlerinnen aus Leipzig, Döbele Kunst Mannheim
- 2020 Im Gehäuse – Atelierdarstellungen Leipziger KünstlerInnen,  Kunsthalle der Sparkasse Leipzig
- 2020 Der sachliche Blick in der DDR – Malerei und Plastik aus der Sammlung des BLmK, Brandenburgisches Landesmuseum für moderne Kunst, Frankfurt (Oder), Rathaushalle

## Werkdokumentation (Auswahl)
- Doris Ziegler. Malerei, Zeichnung, Ausstellungskatalog, Galerie Junge Kunst, Frankfurt/Oder 1990
- Doris Ziegler. Von Leipzig bis Amsterdam, Ludwiggalerie Schloss Oberhausen, Oberhausen 1990.
- Doris Ziegler. Trockendock, Passage Verlag, Leipzig 2010.
- Doris Ziegler. Nach Hause!, Passage Verlag, Leipzig 2013.
- Doris Ziegler . Das Passagen-Werk . Malerei, Tympanon gUG, Weimar 2020.
- Doris Ziegler. Das Passagen-Werk. Malerei. Hrsg. von Paul Kaiser, Tympanon Verlag, Weimar 2020, 308 Seiten, ISBN 978-3-00-066335-2.